# Unione Sportiva Melegnanese
L'Unione Sportiva Melegnanese, nota semplicemente come Melegnanese, è stata una società calcistica italiana con sede nella città di Melegnano, in provincia di Milano.

## Storia
L'U.S. Melegnanese è stata una della squadre più rilevanti nel panorama del calcio dilettantistico lombardo, tanto da partecipare a due campionati di Serie C a metà degli anni quaranta.
Nel corso della propria storia la squadra rosso-blu si divide fra la Promozione e la Prima Categoria, ad eccezione degli anni duemila in cui disputa qualche torneo di Eccellenza. Nel 2012 si fonde con il Pro Melegnano Calcio dando vita al G.S. Melegnano Calcio.

## Palmarès

### Competizioni regionali
- Seconda Divisione: 1

1937-1938 (girone A)
- Promozione: 1

1998-1999 (girone E)